# Katakura
Katakura is een historisch merk van motorfietsen en bromfietsen.
Het bedrijf heette Katakura Cycle Co. Ltd., Kobyashi, Chuo-ku, Tokio. 
Japans merk dat rond 1956 begon met de productie van vele modellen motorfietsen en bromfietsen met eigen 48- tot 248 cc tweetaktmotoren. De productie eindigde tussen 1966 en 1970.